# Новопечерський провулок
Новопече́рський прову́лок — провулок у Печерському районі міста Києва, місцевості Нова Забудова, Саперне поле. Пролягає від Предславинської вулиці до Фортечного тупика.
Прилучається вулиця Василя Тютюнника.

## Історія
Провулок виник у 20-ті роки XX століття під сучасною назвою. З 1980-х років має друге відгалуження (колишня вулиця Леоніда П'ятакова).

## Установи
- Державний картографо-геодезичний фонд України (буд. № 3)
- Укрінжгеодезія (буд. № 3)

## Зображення

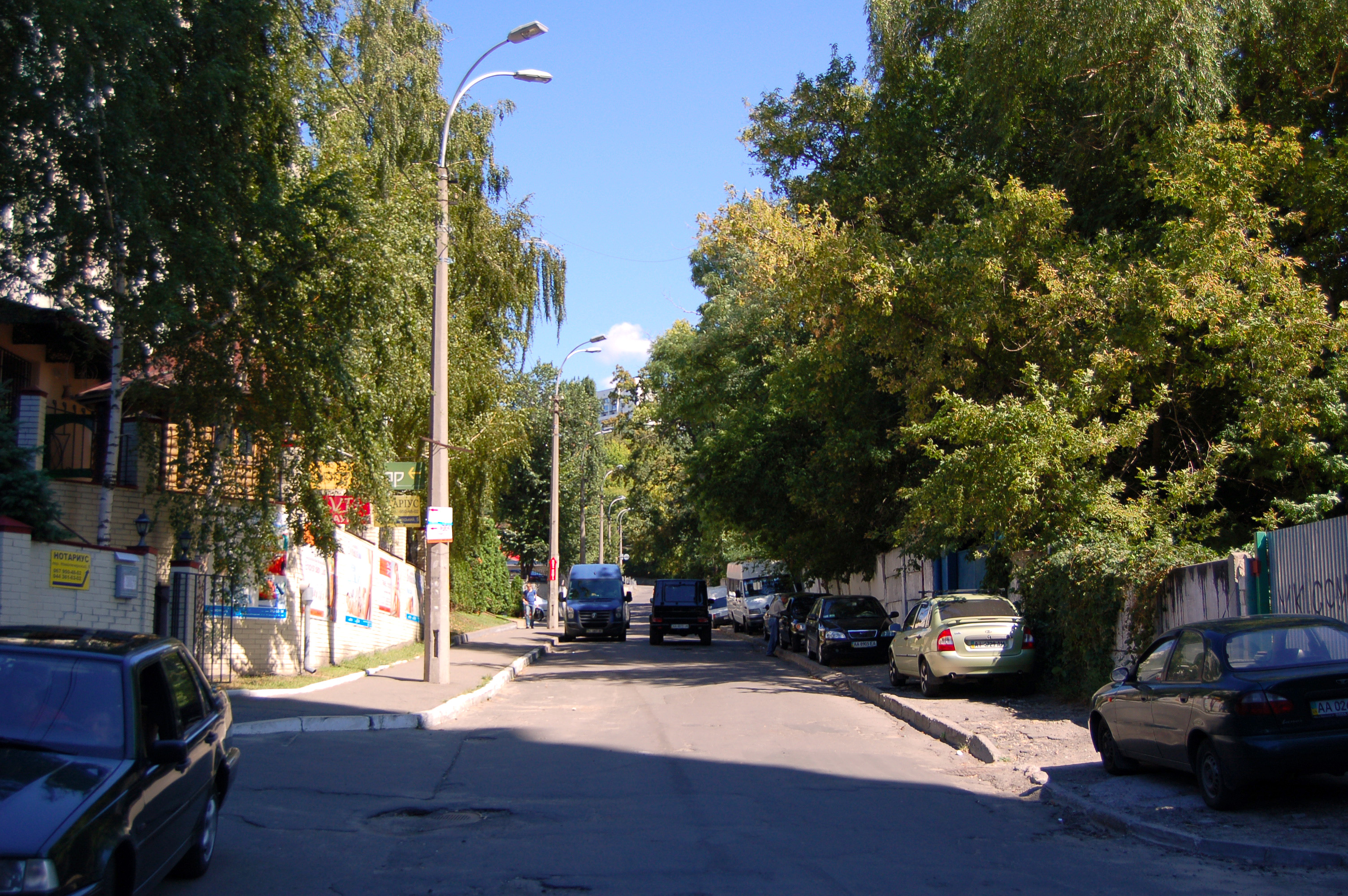
Середня частина провулку
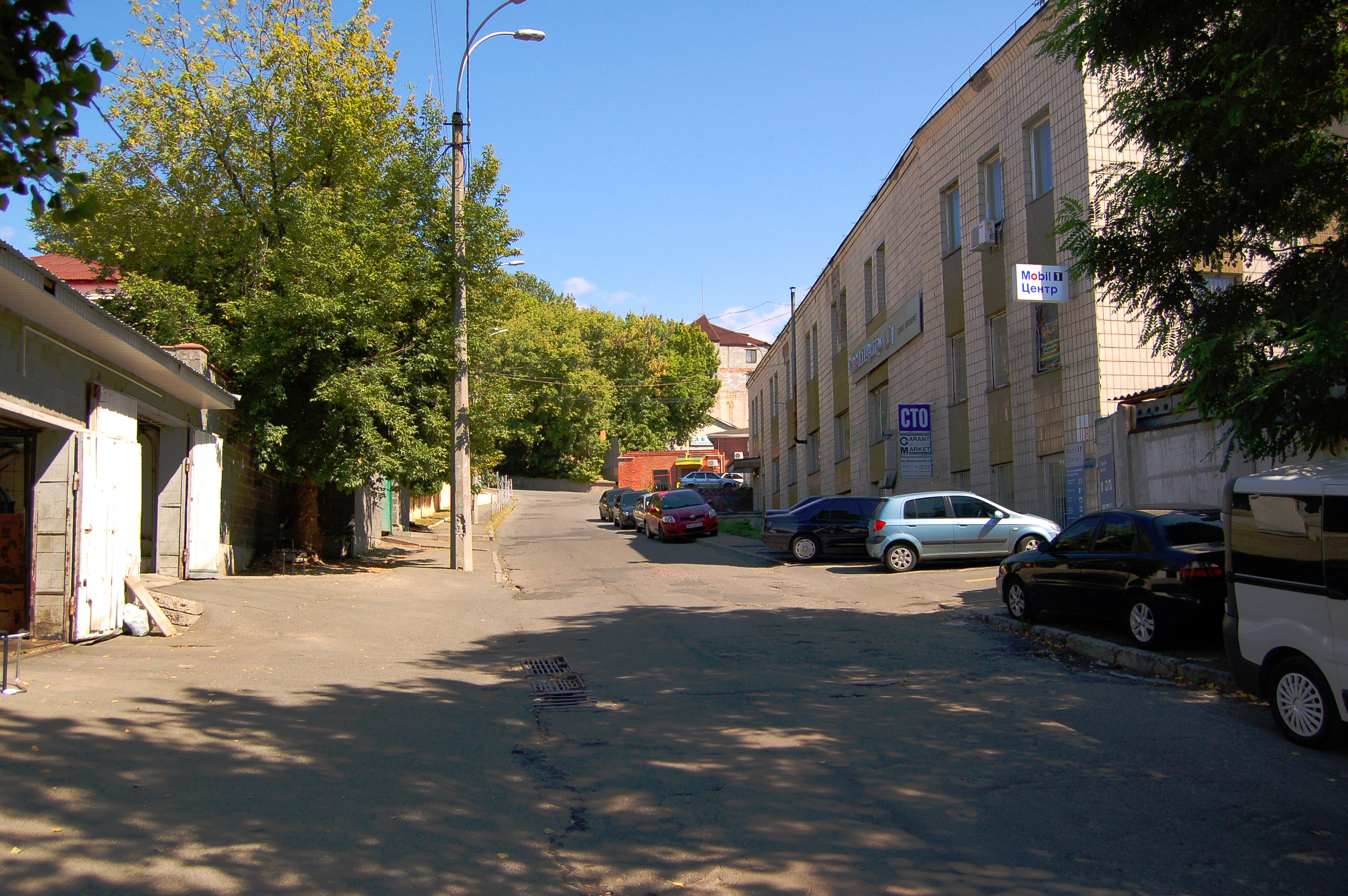
Кінцева частина провулку